# 斯科讷省

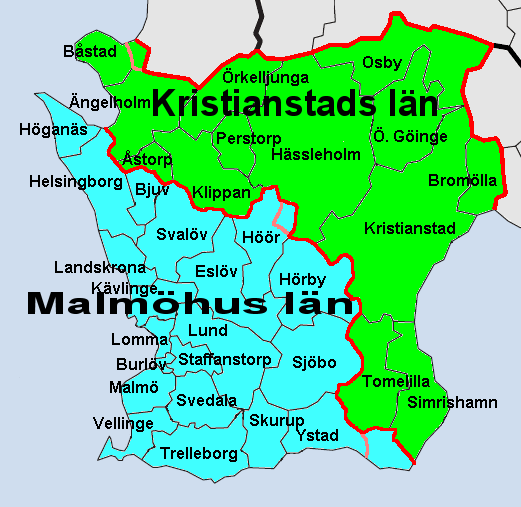
1997年前的馬爾默胡斯省和克里斯蒂安斯塔德省

斯科讷省（瑞典語：Skåne län）是瑞典最南部的一个省。斯科讷被認為是北歐民族的發源地，在1658年之前，该地区归属丹麦。1997年，马尔默胡斯省和克里斯蒂安斯塔德省合併成现在的斯科讷省。
斯科讷省的北面是哈兰省、克鲁努贝里省和布莱金厄省，东南面是波罗的海，西面是厄勒海峡。它是厄勒海峡地区的一部分。从北到南大约130公里，占瑞典总国土的3%不到，但是人口有120万，占瑞典总人口的13%。
斯科讷省的火车铁轨非常多。

## 主要城市
- 恩厄尔霍尔姆  - Ängelholm
- 赫尔辛堡 - Helsingborg
- 赫比 - Hörby
- 赫尔 - Höör
- 克利潘 - Klippan
- 克里斯蒂安斯塔德 - Kristianstad
- 谢夫灵厄 - Kävlinge
- 兰斯克鲁纳 - Landskrona
- 盧馬 - Lomma
- 隆德- Lund
- 马尔默 - Malmö
- 斯塔德 - Ystad